# Selbstausschaltung des Parlaments
„Selbstausschaltung des Parlaments“ ist die vom damaligen österreichischen Bundeskanzler Engelbert Dollfuß (CS) geprägte Bezeichnung für die am 4. März 1933 eingetretene Vorsitzlosigkeit des österreichischen Nationalrates. Nach überwiegender Ansicht von Verfassungsjuristen handelte es sich um eine Geschäftsordnungskrise, die einvernehmlich beizulegen gewesen wäre. Dieser Lösungsansatz wurde jedoch am 15. März 1933 von Dollfuß unter Einsatz der Exekutive unterbunden, die Abgeordneten konnten nicht zusammentreten. In der Folge verbot die christlichsoziale Bundesregierung (ab 20. Mai 1933 von der Vaterländischen Front getragen) sukzessive die anderen Parteien und errichtete die austrofaschistische Diktatur nach ständestaatlichem Muster.

## Die Ereignisse des 4. März 1933
Am 4. März 1933 standen drei Anträge zum Eisenbahnerstreik auf der Tagesordnung; die Eisenbahner protestierten damit gegen die Auszahlung der März-Gehälter in drei Raten. Die Christlichsozialen beantragten Disziplinierungsmaßnahmen gegen die streikenden Eisenbahner, während die Sozialdemokratische Arbeiterpartei (SDAP) und die Großdeutsche Volkspartei jeweils eigene Anträge in dieser Causa stellten. Während der sozialdemokratische Antrag mehrheitlich abgelehnt wurde, nahm der Nationalrat den Antrag der Großdeutschen mit drei Stimmen Mehrheit (82 zu 79) an.
In der Folge entspann sich eine Geschäftsordnungsdebatte darüber, ob über den Antrag der Christlichsozialen noch abgestimmt werden solle, nachdem bereits der Antrag der Großdeutschen angenommen worden war. Nationalratspräsident Karl Renner (SDAP) unterbrach die Sitzung für etwas weniger als eine Stunde und teilte danach mit, dass es während der Abstimmung zu Unregelmäßigkeiten gekommen sei. Im weiteren Verlauf korrigierte er das Abstimmungsergebnis auf 81 zu 80. Der Antrag der Großdeutschen galt somit trotzdem als angenommen.
Danach kam es zu lautstarken Protesten christlichsozialer Abgeordneter, die eine neue Abstimmung forderten. Karl Renner sah sich laut stenographischem Protokoll nach kurzer Zeit außer Stande, weiter den Vorsitz zu führen, und trat zurück. Tatsächlich erfolgte dieser Rücktritt nicht aufgrund von Handlungsunfähigkeit, sondern auf Rat von Otto Bauer und Karl Seitz, der Renner von Parteisekretär Adolf Schärf mitgeteilt wurde.

In seinen Erinnerungen spricht Schärf davon, dass er zu diesem Ratschlag eine böse Ahnung hatte und Robert Danneberg zum Begleiter nahm, als er Renner informierte: 

„Beide, weder Bauer noch Seitz, bedachten aber, dass es doch nicht angängig sei, einerseits für die Sozialdemokratie als die relativ stärkste Partei Funktion und Amt des ersten Präsidenten zu fordern, anderseits jedoch, wenn die Ausübung dieses Amtes der Partei sozusagen ein Opfer auferlegte, sofort nein zu sagen.“

Nun übernahm der zweite Präsident des Nationalrates, der christlichsoziale Abgeordnete Rudolf Ramek, den Vorsitz und erklärte die Abstimmung für ungültig, was heftige Proteste der Sozialdemokraten zur Folge hatte. Daraufhin trat auch Ramek von seiner Funktion zurück. Als dritter Präsident kam nun der Großdeutsche Sepp Straffner an die Reihe, der die Funktion im Affekt sofort niederlegte.
Dass zumindest der Rücktritt Karl Renners aus abstimmungstechnischen Gründen erfolgte, wird von Schärf und zwei weiteren sozialdemokratischen Zeitzeugen bestätigt:
Otto Bauer schrieb 1934:

„Am folgenden Tag erkämpfte Hitler in Deutschland seinen großen Wahlsieg; wir hatten im Eifer […] die Eisenbahner zu schützen, nicht bedacht, welchen unmittelbaren Einfluss die Umwälzungen in Deutschland auf Österreich üben konnten. So haben wir durch Renners Demission der Regierung Dollfuß den Vorwand zur Ausschaltung des Parlamentes geliefert: Das war unzweifelhaft eine ‚linke Abweichung‘ […].“

Wilhelm Ellenbogen (1863–1951) erinnerte sich später:

„Die Schicksaltragödie wollte jedoch, daß der sozialdemokratische Abgeordnete Scheibein seinen Stimmzettel mit dem seines Nachbarn Abram verwechselte, sodaß zwei Abram-Stimmen aufschienen, worauf die Mehrheit die Ungültigkeitserklärung für diese Abstimmung verlangte, in der Hoffnung, daß das Resultat durch die Gewinnung eines parteilosen Abgeordneten verbessert werden könne. Die ablehnende Antwort des Präsidenten Renner führte zu einer Kontroverse gegen ihn, worauf er, da unglücklicherweise Bauer (was, wie er später eingestand, ein Fehler war) ihm hierzu geraten hatte, seine Stellung als Präsident niederlegte.“

Nach den Rücktritten der drei Nationalratspräsidenten konnte die Sitzung nicht mehr ordnungsgemäß beendet werden, wodurch eine Situation entstand, die die österreichische Bundesverfassung und die Geschäftsordnung des Nationalrats nicht vorgesehen hatten. Das Parlament war nicht beschlussfähig und ging auseinander.

## Interpretation Dollfuß

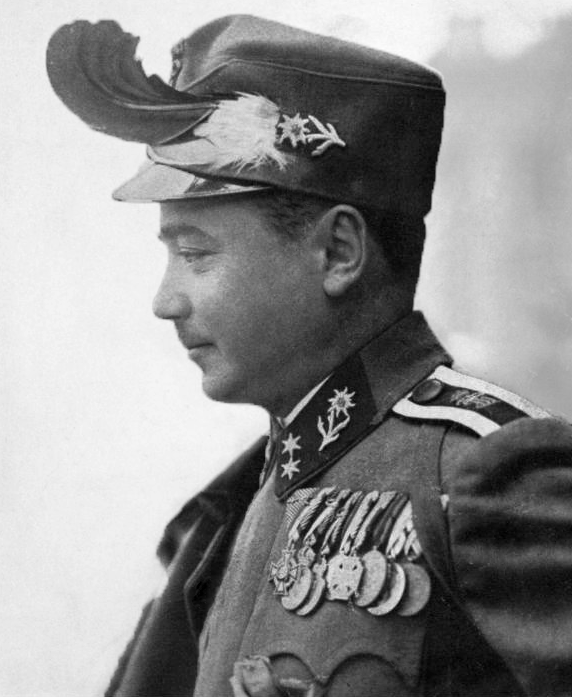
Engelbert Dollfuß (1933)

Für Dollfuß waren die Ereignisse des 4. März 1933 unerwartete Hilfe in seinen Absichten, autoritär zu regieren. Er sprach sofort davon, das – ohnehin ständig zerstrittene und daher zu konstruktiver Arbeit unfähige – Parlament habe sich selbst ausgeschaltet. Der Staat sei aber deswegen keineswegs in einer Notsituation, da die Regierung handlungsfähig sei.
Dollfuß wollte nun aufgrund des von ihm zuvor bereits erprobten Kriegswirtschaftlichen Ermächtigungsgesetzes (KWEG) aus dem Jahr 1917 regieren, das zum schnellen Erlass von Wirtschaftsvorschriften im Ersten Weltkrieg dienen sollte, nicht aber zur Lösung einer Parlamentskrise. Er war daher entschlossen, den Wiederzusammentritt des Nationalrates nicht zuzulassen. Durch diesen Staatsstreich gegen das Parlament brach Dollfuß putschartig mit der bis dahin gültigen Verfassung von 1920. Bundespräsident Wilhelm Miklas ließ ihn gewähren.

## Die Ereignisse des 15. März 1933
Der Versuch der sozialdemokratischen und großdeutschen Opposition, die am 4. März unterbrochene Sitzung am 15. März 1933 fortzusetzen und ordnungsgemäß zu schließen, wurde von der Polizei im Auftrag der Regierung unter Androhung des Waffengebrauchs verhindert. Der zurückgetretene dritte Präsident des Nationalrates, der großdeutsche Abgeordnete Sepp Straffner, hatte seinen Rücktritt widerrufen. Mit ihm befanden sich bereits großdeutsche und sozialdemokratische Abgeordnete im Sitzungssaal. Weiteren Abgeordneten wurde von Polizisten der Zugang zum Parlament, das von diesen umstellt war, verwehrt. Die im Sitzungssaal noch Anwesenden wurden von der Polizei aus dem Haus eskortiert.
Polizeipräsident Franz Brandl hatte dazu einen schriftlichen Einsatzbefehl von Dollfuß verlangt. Der Leiter des Polizeieinsatzes wies den Befehl vor, die „nicht angemeldete Versammlung“ (die Regierung bezog sich auf das, auf den Nationalrat nicht anwendbare, Versammlungsrecht) zu verhindern. Straffner erklärte daraufhin, die Sitzung vom 4. März fortzusetzen, und schloss die Sitzung sofort wieder.
Parallel zum Polizeieinsatz hatte Innenministeriums-Staatssekretär Emil Fey (die Funktion des Innenministers übte Dollfuß selbst aus) Heimwehrverbände in die ehemalige Böhmische Hofkanzlei am Judenplatz im 1. Bezirk beordert, die gegebenenfalls bei der Durchsetzung des juristischen Staatsstreichs zu Hilfe kommen sollten. Polizeipräsident Brandl ließ die Heimwehreinheiten, ohne seinen Vorgesetzten Fey zu informieren, von vier Wagen des Überfallkommandos der Polizei beobachten und informierte den Wiener Bürgermeister Karl Seitz. Im Ministerrat vom 17. März empörte sich Fey darüber und behauptete, die Heimwehr hätte nur „für den Fall des Ausbruchs des Generalstreiks als Nothilfe der staatlichen Sicherheitsexekutive“ eingreifen sollen.
Der Leiter des Polizeieinsatzes im Parlament gab den Einsatzbefehl an Präsident Straffner weiter, der auf Grund dieses Beweisstücks Strafanzeige gegen Dollfuß wegen des Verbrechens der öffentlichen Gewalttätigkeit (§ 76 Strafgesetz 1852) erstattete. Dollfuß kritisierte im Ministerrat vom 17. März, Brandl habe den Einsatzbefehl so zögerlich befolgt, dass Abgeordnete ins Parlament gelangen konnten, bevor die Polizei das Gebäude zernierte. In Hinblick darauf, dass Polizeipräsident Brandl nicht uneingeschränkt auf Seiten der Regierung stand, wurde er am 16. März 1933 zwangspensioniert.

## Die Rolle des Bundespräsidenten
Bundeskanzler Engelbert Dollfuß und Justizminister Kurt Schuschnigg nutzten die Situation für einen juristischen Staatsstreich. Die Bundesregierung unterließ es wohlweislich, dem christlichsozialen Bundespräsidenten Wilhelm Miklas die Auflösung des Nationalrats und die Ausschreibung von Neuwahlen vorzuschlagen, was dieser nur auf Vorschlag der Regierung anordnen konnte. Obwohl eine von über einer Million Menschen unterschriebene Petition ihn aufforderte, die Regierung Dollfuß abzuberufen und auf Vorschlag einer von ihm bestellten Interimsregierung Neuwahlen zu veranlassen, blieb Miklas untätig, was es Dollfuß ermöglichte, weiter diktatorisch zu regieren.

## Die Sitzung des Rumpfparlaments vom 30. April 1934
Nach dem Österreichischen Bürgerkrieg erließ die Regierung mittels des KWEG eine autoritäre, ständestaatliche Verfassung. Um diese auch im Parlament beschließen zu können, wurde mit einer weiteren KWEG-Verordnung die Geschäftsordnung des Nationalrates geändert, womit es dem zurückgetretenen zweiten Präsidenten, Ramek, ermöglicht wurde, am 30. April 1934 die Sitzung weiterzuführen, welche am 4. März 1933 nicht formal beendet worden war.
Am 30. April versammelte sich nur mehr ein „Rumpfparlament“, denn die Mandate der sozialdemokratischen Abgeordneten waren auf Grund des Parteiverbots vom 12. Februar 1934 für erloschen erklärt worden, während ein Großteil der großdeutschen Abgeordneten („Nationaler Wirtschaftsblock“) die Sitzung als verfassungswidrig boykottierte. Gegen das Vorgehen der christlichsozialen Abgeordneten protestierten zwei verbliebene großdeutsche Abgeordnete, die den Vorgang erneut als verfassungswidrig ablehnten und eine Volksabstimmung über die neue Verfassung verlangten. Sie erklärten, die Großdeutschen hätten gegen ein autoritäres Regierungssystem nichts einzuwenden, sie wollten dies aber mit dem Volk und nicht gegen das Volk und jedenfalls nicht dadurch erreichen, dass die Minderheit der Mehrheit etwas aufzwinge. Weiters wandten sie sich mit verharmlosenden Worten gegen das Argument der Regierung, einer der Gründe für das autoritäre System sei die Gefahr, die von Hitlerdeutschland für Österreich ausgehe.
Gegen zwei Stimmen wurde am 30. April 1934 die „Verfassung des Bundesstaates Österreich“  vom 1. Mai 1934 beschlossen und die Sitzung vom 4. März 1933 beendet (womit der Nationalrat zu bestehen aufhörte).

## Rezeption in der Zweiten Republik
Damit eine „Selbstausschaltung“ des Nationalrats nie wieder behauptet werden kann, regelt § 6 Abs. 2 bis 4 des Bundesgesetzes vom 4. Juli 1975 über die Geschäftsordnung des Nationalrates (GOG NR), dass, sofern alle drei Präsidenten verhindert sind, ihr Amt auszuüben, der an Jahren älteste am Sitz des Nationalrats anwesende Abgeordnete den Vorsitz führt, sofern er einer Partei angehört, die auch einen der drei Präsidenten stellt. Dieser Abgeordnete hat unverzüglich den Nationalrat einzuberufen und die Wahl dreier neuer Präsidenten vornehmen zu lassen. Kommt er dieser Pflicht nicht binnen acht Tagen nach, gehen die vorgenannten Rechte an den nächstältesten Abgeordneten über. Die so gewählten Vorsitzenden bleiben im Amt, bis mindestens einer der an der Ausübung ihrer Funktionen verhinderten Präsidenten sein Amt wieder ausüben kann.